# 宇治拾遺物語

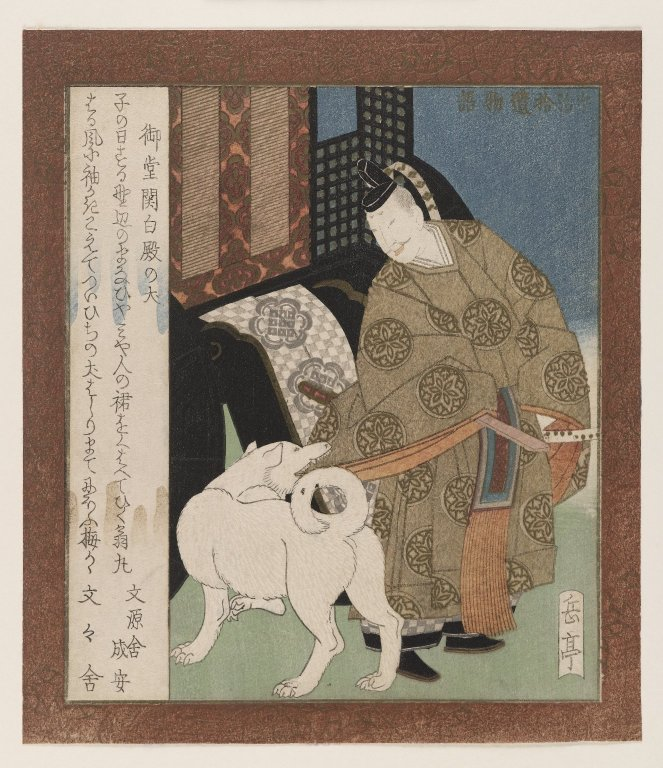
『宇治拾遺物語』より「御堂関白殿の犬」（岳亭春信画）

『宇治拾遺物語』（うじしゅういものがたり）は、鎌倉時代前期（建暦2年（1212年）～承久3年（1221年））成立と推定される日本の説話物語集である。編著者は未詳。

## 概要
題名は、佚書『宇治大納言物語』（宇治大納言源隆国が編纂したとされる説話集、現存しない）から漏れた話題を拾い集めたもの、という意味である。他にも拾遺（侍従の別官名）俊貞のもとに原本があったことからの呼び名とも。
全197話から成り、15巻に収めている。古い形では上下の二巻本であったようだ。
収録されている説話は、序文によれば、日本のみならず、天竺（インド）や大唐（中国）の三国を舞台とし、「あはれ」な話、「をかし」な話、「恐ろしき」話など多彩な説話を集めたものであると解説されている。ただ、オリジナルの説話は少ない。先行する説話集と酷似する話が、『今昔物語集』とは約60話、『古本説話集』とは23話、『古事談』とは20話ある。他にも『十訓抄』『打聞集』などに類似の話が見られる。
貴族から庶民まで、幅広い登場人物が描かれている。また、日常的な話題から滑稽談まで、と内容も幅広い。
「芋粥」や「絵仏師良秀」は芥川龍之介の短編小説の題材に取り入れられている。
『宇治拾遺物語』に収録された説話の内容は、大別すると次の三種に分けられる。
- 仏教説話（破戒僧や高僧の話題、発心・往生談など）
- 世俗説話（滑稽談、盗人や鳥獣の話、恋愛話など）
- 民間伝承（「雀報恩の事」など）

民間伝承には、「わらしべ長者」や「雀の恩返し」「こぶとりじいさん」などなじみ深い説話が収められている。仏教に関する説話も含むが、どちらかというと猥雑、ユーモラスな話題（比叡山の稚児が幼さゆえの場違いな発言で僧侶の失笑を買う、等）が多く、教訓や啓蒙の要素は薄い。信仰心を促すような価値観に拘束されておらず、自由な視点で説話が作られている。その意味において、中世説話集の中では特異な存在である。後世の『醒睡笑』などに影響を与えた。

## 成立
建暦2年（1212年）～承久3年（1221年）成立と推定される。序文では、この説話集の成立の経過について、次のようなことが書かれている。
1. まず、「宇治大納言」と呼ばれた貴族、隆国によって書かれたという『宇治大納言物語』が成立した（現在は散佚）。
2. その後、『宇治大納言物語』が加筆・増補される。
3. この物語に漏れた話、その後の話などを拾い集めた拾遺集が編まれた。

いずれにしても、成立について諸説あるが、『古事談』を直接の出典としている話が包含されていることにより、その成立期である建暦期であるとする説や、第159話に「後鳥羽院」という諡号が出てくるのでこの諡号が出された仁治3年（1242年）以後まもなく、とする説もある。
現存の『宇治拾遺物語』はこうして成立したらしいが、3.がさらに抄出された版であるという見方もなされている。一方で、この序文自体が編者もしくは後世の創作であるとする説もある。

## 書名について
序文によれば、書名の「宇治」は、この作品の元となった『宇治大納言物語』に由来するとされている。一方、「拾遺」について、序文では、『宇治大納言物語』に漏れた話を拾い集めたことから名付けられたとする説（「宇治にのこれるをひろふと付たるにや」）と、「侍従」を唐名で「拾遺」と呼ぶことから「侍従大納言」を指すとする説（「また侍従を拾遺といへば、侍従大納言はべるをまなびて」）の二つを挙げ、その真偽については「おぼつかなし」と結論づけている。
室町時代の三条西実隆が記した『実隆公記』の文明7年（1475年）の記事に、11月11日から19日にかけて『宇治大納言物語』『宇治拾遺物語』『宇治亜相物語』を読んだ記録があり、これらが同一の書を指すと考えられることから、『宇治拾遺物語』という書名の原拠を、拾い集める方の「拾遺」ではなく、侍従の唐名としての「拾遺」に求める説を積極的に支持する見方もある。

## 原典
二十数種の伝本があり、古本系と流布本系に大別される。前者は宮内庁書陵部御所本が代表的な伝本。後者は万治二年板本で、挿絵入りで、内閣文庫他に現存する。

## 関連文献
- 「宇治大納言物語」、doi:10.20730/100188688。「国書データベース 宮内庁書陵部，マイクロ収集，葉・1226」
- 「宇治大納言物語」、河内屋／八兵衛〈［大坂］〉、doi:10.20730/100308983。「国書データベース 名古屋大学附属図書館コレクション」
- 荻原美津子「『宇治拾遺物語』の特色 : 巻一・巻五の説話を中心に」『国文学科報』第8巻、跡見学園女子大学国文学科、1980年3月、21-31頁、CRID 1050001337821017984、ISSN 0388-6204。